# NGC 36
NGC 36 es una galaxia espiral intermedia localizada en la constelación de Piscis.